# Люлин (Ямбольська область)
Лю́лин (болг. Люлин) — село в Ямбольській області Болгарії. Входить до складу общини Стралджа.

## Населення
За даними перепису населення 2011 року у селі проживали 183 особи.
Національний склад населення села:
| Національність   | Кількість осіб | Відсоток |
| ---------------- | -------------- | -------- |
| болгари          | 180            | 98,4%    |
| турки            | 0              | 0%       |
| цигани           | 0              | 0%       |
| інша             | 3              | 1,6%     |
| не визначились   | 0              | 0%       |
| Всього відповіли | 183            |          |

Розподіл населення за віком у 2011 році:
Динаміка населення: